# Tardos Tibor (író)
Tardos Tibor (Berettyóújfalu, 1918. január 20. – Párizs, 2004. január 7.) József Attila-díjas magyar író, műfordító, forgatókönyvíró, újságíró.

## Életpályája
Tardos Henrik (1889–1954) köz-és váltóügyvéd és Katz Róza (1890–1944) fia. Középiskolai tanulmányait a debreceni Zsidó Reálgimnáziumban végezte, majd gyógyszerészeti tanulmányokat folytatott Budapesten, de származása miatt eltávolították az egyetemről. Apja közbenjárására mentesült a katonai szolgálat alól és 1938-ban Párizsba ment, ahol két évig a Sorbonne-on térképészetet tanult. A második világháború kitörését követően bekapcsolódott a francia ellenállási mozgalomba. 1942-ben a kommunista párt tagja lett. A következő évtől kezdett komolyabban irodalommal foglalkozni, majd Franciaország felszabadulását követően baloldali lapok – La Presse, a Nouvelle és a Fraternité – munkatársaként dolgozott. A szüleit távollétében deportálták, s míg édesapja Ausztriából vissza tudott térni, addig édesanyja Auschwitzban életét vesztette. 1947-ben elfogadta Horváth Márton felkérését és hazatért Magyarországra, a Szabad Nép és a Szabad Ifjúság munkatársa lett. Ekkoriban jelentek meg terjedelmesebb magyar nyelvű prózái a Magyarok, az Újhold, a Csillag és más folyóiratok hasábjain. Írásai közismertek lettek és a hazai szocialista realista irodalom jegyzett szerzőjévé vált. 1956-ban részt vett a Petőfi Kör munkájában, ezért 1957-ben másfél évre börtönbe zárták. 1963-ban visszatért Franciaországba, és Párizsban telepedett le. 1965 szeptemberében menedékjogot kért a francia kormánytól, és 1989-ig csak francia nyelven publikálta írásait.
Két feleségétől három gyermeke született:
- Anne Tardos (1943–) költő, képzőművész
- Tardos János újságíró
- Tardos Tibor (1957–2014) belsőépítész

## Költészete
Nevéhez fűződnek Lengyel József, Örkény István, Szabó Magda, Ladik Katalin műveinek fordítása franciára, valamint Jean Cocteau, Montesquieu műveinek magyarra fordítása. Ironikus írásokkal kezdte pályáját, és ehhez a hanghoz tért vissza szabadulása után. A politikában szerzett tapasztalatait groteszk képekben idézte fel. A rendszerváltás óta Magyarországon is jelentek meg könyvei.

## Művei
- Jogászfalva (szatirikus napló, 1938)
- Nourri, blanchi (versek, Jacques Koberrel, 1948)
- An US writling boy - Chronicle of America sop (1949)
- Gyári belépő (riportok, 1950)
- Elmondta Huda Mihály… (Egy téglagyári munkás élettörténete) (regény, 1951)
- Igaz történetek nagy építkezésekről (riportok, 1952)
- Ruffy Péter riporteri munkájáról (1954)
- Izgalmas órák (filmregény, 1954)
- Tücsök (riportok, elbeszélések, 1963)
- Reise im Regenbogen (próza, 1965)
- L'intérieur du spectre (regény, 1965)
- Sidney (színdarab, 1966)
- Les oranges (színdarab, 1976)
- Minipasseport (regény, 1978)
- Au nom de la classe ouvriere (Kopácsi Sándorral, emlékezés, 1979)
- Transitville. Etranges émigrants de l'Est (1982)
- Lévrier afghan (regény, 1982)
- A tengervíz sós: emlékezés az íróperre (1987, 1994)
- Életfogytiglan (Kopácsi Sándor visszaemlékezése, közreműködő, 1989)
- Kacagj a vaskerék alatt! (novellák, 1990)
- Igor hazatér (regény, 1990)
- A lány az Eiffel-torony fölött (regény, 1992)
- Le TELEGRAMME ANDALOU (1994)
- FILLE AU-DESSUS DE LA TOUR EIFFEL (1994)
- Örkény István–Tibor Tardos: Minimítoszok. Válogatott egypercesek (bizalmas levelezéssel), bevezető és utószó: Tardos Tibor, szerkesztő: Szabó B. István, Palatinus, Budapest, 1997
- Röviden (2002)

## Forgatókönyvei
- Kincsesbánya (1953)
- Életjel (1954)
- Tücsök (1963)